# Шатровський район
Ша́тровський район (рос. Шатровский район) — адміністративна одиниця Курганської області Російської Федерації.
Адміністративний центр — село Шатрово.

## Населення
Населення району становить 16024 особи (2017; 18446 у 2010, 23009 у 2002).

## Адміністративно-територіальний поділ
На території району 13 сільських поселень:
| Поселення                        | Площа, км² | Населення, осіб (2002) | Населення, осіб (2010) | Населення, осіб (2017) | Центр           | Населені пункти |
| -------------------------------- | ---------- | ---------------------- | ---------------------- | ---------------------- | --------------- | --------------- |
| Баринівська сільська рада        | 514,42     | 1519                   | 1433                   | 1378                   | Барино          | 3               |
| Дальньокубасовська сільська рада | 102,74     | 569                    | 334                    | 262                    | Дальня Кубасова | 3               |
| Із'єдугінська сільська рада      | 81,66      | 343                    | 211                    | 168                    | Із'єдугіно      | 2               |
| Кизилбаївська сільська рада      | 93,49      | 1002                   | 928                    | 831                    | Кизилбай        | 1               |
| Комишевська сільська рада        | 157,07     | 867                    | 615                    | 509                    | Комишевка       | 4               |
| Кодська сільська рада            | 117,32     | 1011                   | 689                    | 571                    | Кодське         | 3               |
| Кондінська сільська рада         | 98,58      | 1241                   | 972                    | 826                    | Кондінське      | 4               |
| Мехонська сільська рада          | 214,84     | 2696                   | 2252                   | 1947                   | Мехонське       | 6               |
| Мостовська сільська рада         | 187,40     | 1173                   | 875                    | 756                    | Мостовське      | 5               |
| Самохваловська сільська рада     | 782,74     | 1237                   | 861                    | 703                    | Самохвалово     | 9               |
| Спицинська сільська рада         | 118,64     | 940                    | 724                    | 649                    | Спицино         | 3               |
| Терсюкська сільська рада         | 171,15     | 1149                   | 872                    | 727                    | Терсюкське      | 5               |
| Шатровська сільська рада         | 894,97     | 9262                   | 7680                   | 6697                   | Шатрово         | 13              |

20 вересня 2018 року були ліквідовані Ільїнська сільська рада, Ожогінська сільська рада, Широковська сільська рада та Яутлинська сільська рада (території приєднані до складу Шатровської сільської ради).

## Найбільші населені пункти
| №  | Населений пункт | Населення, осіб (2002) | Населення, осіб (2010) |
| -- | --------------- | ---------------------- | ---------------------- |
| 1  | Шатрово         | 6 441                  | 5 688                  |
| 2  | Мехонське       | 1 848                  | 1 595                  |
| 3  | Барино          | 1 479                  | 1 431                  |
| 4  | Кизилбай        | 1 002                  | 928                    |
| 5  | Терсюкське      | 678                    | 621                    |
| 6  | Мостовське      | 683                    | 603                    |
| 7  | Кодське         | 877                    | 601                    |
| 8  | Самохвалово     | 692                    | 583                    |
| 9  | Ільїно          | 661                    | 561                    |
| 10 | Комишевка       | 733                    | 542                    |